# Мануел Антоніу Вассалу е Сілва
Мануел Антоніу Вассалу е Сілва (порт. Manuel António Vassalo e Silva; 8 листопада 1899 — 11 серпня 1985) — офіцер португальської армії та закордонний адміністратор. Він був 128-м і останнім генерал-губернатором Португальської Індії.

## Біографія
Мануел Антоніу був єдиним сином Мануела Каетану да Сілви (1870—1926) та його дружини Марії да Енкарнасао Вассалу (1869—1922), а також був братом письменниці-феміністки та учасниці антиурядових кампаній Марії Ламаш. Був одружений, мав сина та двох дочок.

## Генерал-губернатор Португальської Індії
У 1958 році він був призначений замість Паулу Бенарда Гедіша на посаді 128-го генерал-губернатора португальського штату Індія. У той же час він також був призначений головнокомандувачем португальськими збройними силами в Індії.
Коли Республіка Індія намагалася анексувати території Гоа, Даман (від якого раніше в 1954 році був відокремлений і анексований Індією в 1961 році анклав Дадра і Нагар Хавелі) і Діу від португальського контролю в грудні 1961 року, Мануель Вассало е Сілва, визнаючи марність протистояння з переважаючим ворогом, не послухався прямих наказів президента Ради міністрів (прем'єр-міністра) Португалії Антоніу де Олівейри Салазара битися на смерть і здався наступного дня індіанському вторгненню після кількох втрат і знищення португальського військового корабля. Після цього він потрапив у опалу в очах Салазара, який так і не погодився зі цим фактом анексії.
Повернувшись до Португалії, Вассало е Сілва зустрів вороже ставлення. Згодом його віддали до військового суду за невиконання наказів, виключили з армії та відправили у заслання. Його звання і свободу пересування було відновлено лише в 1974 році, після падіння режиму, і йому повернули військовий статус. Пізніше він зміг здійснити державний візит до Гоа, де його тепло зустріли.

## Сім'я
Він був одружений з Фернандою Перейра е Сілва Монтейру і мав сина та двох дочок:
- Фернанду Мануел Перейра Монтейру Вассалу е Сілва (Лісабон, 6 грудня 1925 — Лісабон, 9 червня 2006).
- Марія Фернанда Перейра Монтейру Вассалу е Сілва.
- Марія да Луш Перейра Монтейру Вассалу е Сілва.